# Камінчак рудочеревий
Камінча́к рудочеревий (Thamnolaea cinnamomeiventris) — вид горобцеподібних птахів родини мухоловкових (Muscicapidae). Мешкає в Африці на південь від Сахари.

## Опис

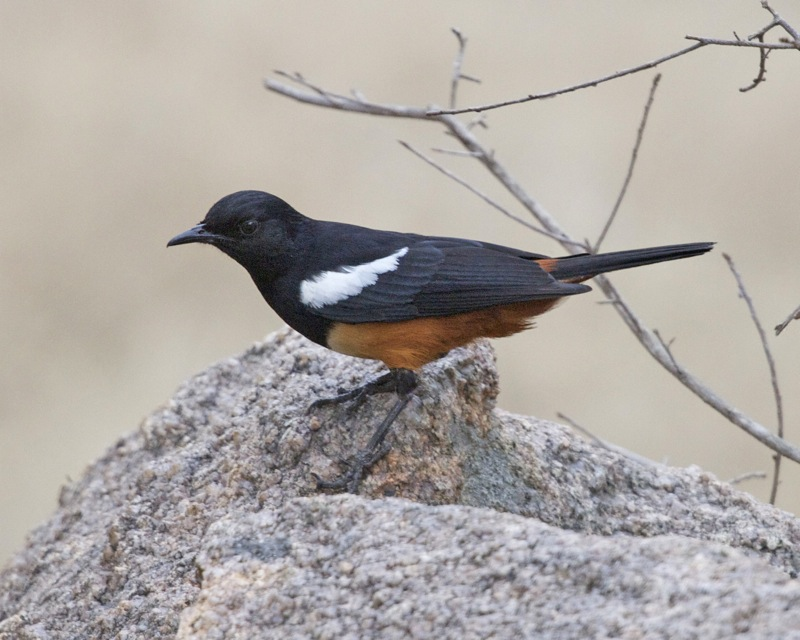
Самець рудочеревого камінчака

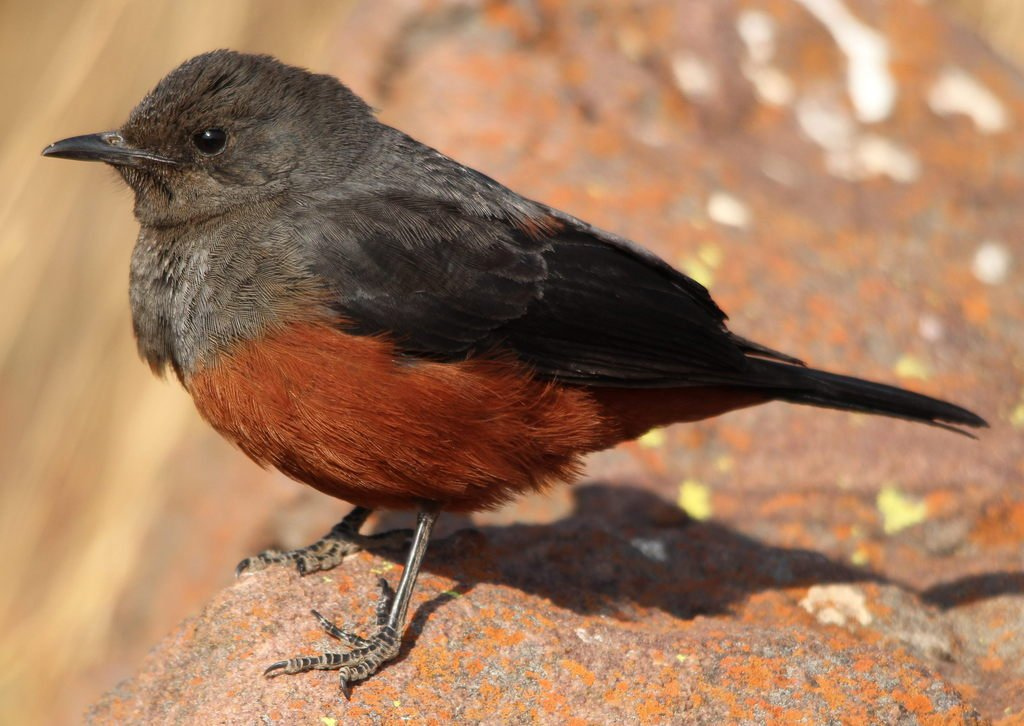
Самиця рудочеревого камінчака

Довжина птаха становить 19-21 см, вага 41-51 г. Виду притаманний статевий диморфізм. Самці мають переважно чорне, блискуче забарвлення, живіт, надхвістя і гузка у них рудувато-коричневі, на плечах білі плями різного роззміру, в залежності від підвиду. Самиці мають переважно темно-сіре забарвлення, нижня частина грудей, живіт і гузка у них рудувато-коричневі. Спів — гучні мелодійні трелі. Рудочереві камінчаки можуть імітувати спів інших видів.

## Підвиди
Виділяють сім підвидів:
- T. c. cavernicola Bates, GL, 1933 — центральне Малі (Мопті);
- T. c. bambarae Bates, GL, 1928 — південь Мавританії, схід Сенегалу і південний захід Малі;
- T. c. albiscapulata (Rüppell, 1837) — північна Еритрея, північна, центральна і східна Ефіопія;
- T. c. subrufipennis Reichenow, 1887 — від сходу Південного Судану і південного заходу Ефіопії через Велику Рифтову долину і Танзанію до Замбії і Малаві;
- T. c. odica Clancey, 1962 — схід Зімбабве;
- T. c. cinnamomeiventris (Lafresnaye, 1836) — схід Ботсвани, схід ПАР, захід Есватіні і Лесото;
- T. c. autochthones Clancey, 1952 — південь Мозамбіку, північний схід ПАР і схід Есватіні.

Білоголовий камінчак раніше вважався конспецифічним з рудочеревим камінчком, однак був визнаний окремим видом.

## Поширення і екологія
Рудочереві камінчаки живуть в скелястих місцевостях, серед валунів, на порослих лісом і чагарниками гірських кам'янистих схилах і в каньйонах, на висоті до 2440 м над рівнем моря. Живляться переважно комахами, а також плодами і нектаром алое, наприклад, Aloe arborescens. Вони ловлять комах на землі і збирають їх серед рослинності. Рудочереві камінчаки часто машуть хвостом, повільно підіймаючи його над головою і розкриваючи у формі віяла.
Пара птахів протягом тижня будує чашоподібне гніздо з гілочок, корінців і пір'я і встелює його шерстю. Воно розміщується під виступом скелі, мостом, трубою або в печері, іноді у отворі в стіні будинку. Іноді рудочереві камінчаки використовують покинуті гнізда абісинських ластівок. В Південній Африці сезон розмноження триває з серпня по грудень з піком у вересні0листопаді. В кладці 2-3 яйця, інкубаційний періфод триває 14-16 днів. Насиджують самиці, за пташенятами доглядають і самиці, і самці. Вони покидають гніздо через 3 тижні після вилуплення.